# Neoserica rubiginea
Neoserica rubiginea är en skalbaggsart som beskrevs av Moser 1916. Neoserica rubiginea ingår i släktet Neoserica och familjen Melolonthidae. Inga underarter finns listade i Catalogue of Life.